# A Belgrádi Egyetem Matematikai Karának Csillagászati Tanszéke
A Belgrádi Egyetem Matematikai Karának Csillagászati Tanszéke (szerbül: Катедра за астрономију / Katedra za astronomiju) az egyetlen tanszék Szerbiában, amely a csillagászat területére specializálódott, bár csillagászatot más szerbiai egyetemeken is tanítanak.
1880 tekinthető a szerbiai csillagászati oktatás kezdetének, amikor a csillagászat és a meteorológia a Belgrádi Nagy Iskola, a mostani Belgrádi Egyetem, tananyagának részei lettek. Azóta a tanszék professzorai között több nemzetközileg elismert szerb tudós volt, például Milan Nedeljkovic, Djorde Stanojevic, Milutin Milankovic (lásd Milanković-elmélet) és mások.
A tanszék mostani tanszékvezetője Dejan Urosevic, aki mellett a tanszéknek 10 egyetemi munkatársa van még. A Belgrádi Egyetem Csillagászati Tanszéke BSc, MSc és PhD-képzéseket kínál, és nemrégiben csatlakozott az Astromundus konzorciumhoz.
A Csillagászati Tanszék és a Belgrádi Csillagvizsgáló közösen adják ki a Serbian Astronomical Journal referált szakmai lapot, amely évente kétszer jelenik meg angol nyelven.

## Külső hivatkozások
- Csillagászati Tanszéke hivatalos honlapja